# Mordella undulata
Mordella undulata es una especie de coleóptero de la familia Mordellidae.

## Distribución geográfica
Habita en Midst.